# سایبورگ (فیلم)
سایبورگ (به انگلیسی: Cyborg) یک فیلم سینمایی آمریکایی در ژانر رزمی، سایبرپانک و اکشن به کارگردانی آلبرت پایون با بازی ژان کلود ون دام که در سال ۱۹۸۹ منتشر شد.

## داستان
«گیبسون ریکن بکر» (با بازی ون دام) عضو گروه مبارزه با بیماری خطرناکی که شیوع پیدا کرده میشه که این بیماری آمریکا رو بیشتر از نقاط مختلف جهان آلوده کرده. گیبسون در شهر نیویورک، با یک زن به نام پرل برخورد می‌کند. پرل به گیبسون نشان می‌دهد که او یک سایبورگ است که اطلاعات حیاتی رو به دانشمندان در آتلانتا که در حال کار بر روی درمان بیماری خطرناکی که شیوع پیدا کرده هستند می‌رساند و پرل از گیبسون می‌خواهد و…

## بازیگران
- ژان کلود ون دم در نقش گیبسون ریکن بکر
- دبوراه ریچتر در نقش نادی سیمونز
- وینسنت کلین در نقش فندر ترمولو
- دایل هادون
- الکس دنیلز
- بلایس لونگ
- رالف مولر
- هالی پترسون
- تری باتسون
- جکسون روک پینکنی

## تولید
کارگردان در ابتدا چاک نوریس را برای نقش اول در نظر داشت، اما مناهم گولان یکی از تهیه‌کنندگان فیلم ژان کلود ون دام را انتخاب کرد. فیلم با کمتر از ۵۰۰٫۰۰۰ دلار در ۲۳ روز فیلمبرداری شد. این فیلم به‌طور کامل در ویلمینگتن، کارولینای شمالی فیلمبرداری شده‌است. پس از موفقیت رینگ خونین، فیلم‌های کانن به ژان کلود ون دام، نقش اول در نیروی دلتا ۲: اتصال کلمبیا، نینجای آمریکایی ۳: شکار خونین یا سایبورگ را پیشنهاد کردند. او سومی را انتخاب کرد، اگرچه بعداً اعتراف کرد که «این فیلم را چندان دوست نداشتم».
جکسون «راک» پینکنی، که نقش یکی از دزدان دریایی فندر را بازی می‌کرد، در حین فیلمبرداری یک چشمش را از دست داد که ژان کلود ون دام به‌طور تصادفی با یک چاقو به چشم او ضربه زد. پینکنی از ون دام در دادگاهی در کارولینای شمالی شکایت کرد و مبلغ ۴۸۵٫۰۰۰ دلار به او تعلق گرفت. صحنه‌های خشونت‌آمیز به‌شدت برای کسب رتبه R به جای X، از جمله بریدن گلو و مقداری خون و خونریزی در طول قتل‌عام دهکده، قطع شد. همچنین مرگ مردی که با ون دام در حال مبارزه بود، از بین رفت، که باعث ناهماهنگی شد که باعث شد به نظر برسد که ناگهان ناپدید شده‌است.

## بازخوردها
سایبورگ با وجود موفقیت در گیشه، عموماً با استقبال منفی منتقدان مواجه شد. گردآورنده نقد فیلم راتن تومیتوز بر اساس ۱۸ بررسی و میانگین امتیاز ۳٫۵ از ۱۰ را گزارش می‌دهد. در متاکریتیک، فیلم بر اساس ۸ منتقد، میانگین وزنی امتیاز ۲۴ از ۱۰۰ را دارد که نشان‌دهنده «بررسی‌های عموماً نامطلوب» است. این فیلم در رتبه چهارم باکس آفیس آمریکا قرار گرفت و به فروش ۱۰٫۱۶۶٫۴۵۹ دلاری ادامه داد.